# Leintwardine
Leintwardine is een civil parish in het bestuurlijke gebied Herefordshire, in het Engelse graafschap Herefordshire.

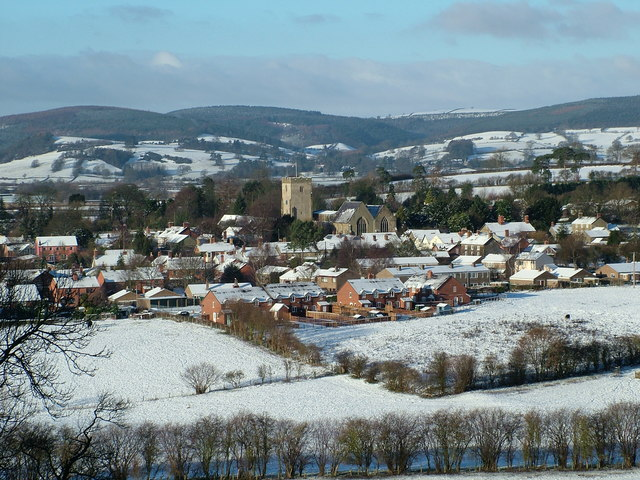
Leintwardine